# Windows Update
Pour les articles homonymes, voir AUD.
Microsoft Windows Update est un service de mises à jour permettant d'obtenir des correctifs de sécurité, des améliorations ou encore de nouvelles fonctionnalités pour Windows. En 2005 est créé Microsoft Update, incluant également des mises à jour pour Microsoft Office, Microsoft SQL Server et d'autres logiciels Microsoft.

## Microsoft Windows Update
Microsoft Windows Update est un site Web permettant d'obtenir des mises à jour pour Windows. Apparu avec Windows 98, il est accessible via Microsoft Internet Explorer (4.0 à 8). Des contrôles ActiveX sont nécessaires pour utiliser le site. Microsoft Windows Update est un composant du menu Démarrer de Windows 98 jusqu'à Windows 7. À partir de Windows Vista, le service est intégré au Panneau de Configuration et ne se comporte plus comme un site Web. Sous Windows 8 et 10, il fait aussi partie intégrante de Windows, mais cette fois des Paramètres. En 2006 apparaît Microsoft Update, un service comme Microsoft Windows Update, avec, en plus, des mises à jour pour Microsoft Windows, Microsoft Office, Microsoft SQL Server, Windows Live Messenger, .NET Framework… D'autres logiciels seront ajoutés par la suite au Catalogue Microsoft Update. Microsoft Windows Update V4 a disparu en 2011, laissant sa place à Microsoft Windows Update V6, cette dernière ayant été abandonnée le 2 août 2020, lorsque Microsoft a mis fin à ses points de terminaisons basées sur SHA-1 sur ses serveurs. Depuis cette date, tous les systèmes d'exploitations antérieurs à Windows 8 et Windows Server 2012 n'ayant pas été mis à jour pour supporter les points de terminaison basés sur SHA-2 (appliqué par la mise à jour KB4474419) ne peuvent plus obtenir les mises à jour directement depuis Microsoft Windows Update, ces dernières devant être téléchargées manuellement depuis le Catalogue Microsoft Update.

## Microsoft Office Update
Microsoft Office Update est un service de mises à jour créé par Microsoft depuis Office 2000. À l'origine, le site Web se comportait comme un catalogue répertoriant les mises à jour publiées pour Office. Au début ne prenant en charge que Microsoft Office 2000 et XP, Office Update a ensuite été intégré au site Web Microsoft Office Online, ce qui aura pour effet d'ajouter le support pour Microsoft Office System 97, 98, et 2003. Pour pouvoir utiliser ce service, il était nécessaire de posséder au minimum Microsoft Internet Explorer 5.5 et nécessitait l'installation d'un contrôle ActiveX. Office Update était accessible via un lien intégré au site Microsoft Windows Update v4 ou dans la catégorie "Téléchargements" sur Microsoft Office Online. Le service Office Update a été intégré dans Microsoft Update et sa version Web n'est plus disponible depuis 2009. Microsoft Office Update prenait également en compte les Service Packs (SP) pour Microsoft Office System, mais ces derniers, étant relativement gros, étaient plus souvent téléchargés depuis le Centre de Téléchargement Microsoft. Les programmes Microsoft Office comprenaient un lien dans le menu "?" se nommant "Rechercher les mises à jour". Office Update a aussi été intégré aux programmes Microsoft Office depuis 2013, sous forme d'un composant recherchant automatiquement les mises à jour. Le service Office Update a progressivement été remplacé depuis Microsoft Office System 2007

## Microsoft Update
En 2005 apparait Microsoft Update, un service de mises à jour proposé par Microsoft Corporation qui intègre, dans son catalogue de mises à jour, Microsoft Office, Microsoft SQL Server, Microsoft .NET Framework et Microsoft Windows. Ce service nécessitait un logiciel spécial qui donnait alors accès au site Web. Depuis le 8 avril 2014 (arrêt de support de Windows XP), Microsoft Update a été intégré à Microsoft Windows Update sur Windows Vista (via une installation par le site Web d'origine), 7, 8, 8.1 et 10. Microsoft Office Update est compris dans Microsoft Update. Microsoft Update est encore utilisé de nos jours par Windows 10, pour rechercher les mises à jour sur l'ordinateur concerné. Ce site Web est basé sur Microsoft Windows Update v6, avec un fonctionnement et une interface graphique similaire. Le site Web Microsoft Update possédait également une version différente pour Windows Vista & 7. Il ne recherchait pas les mises à jour mais permettait d'installer le logiciel Microsoft Update sur l'ordinateur, permettant de rechercher les mises à jour avec la fonctionnalité Windows Update du Panneau de configuration.  

## Changement d'interface de Microsoft Windows Update à partir de Windows Vista
À partir de Windows Vista, Microsoft Windows Update change d'interface et devient non pas un site Web mais un composant intégré au Panneau de Configuration, ce qui le rend plus facile d'accès. L'interface est simplifiée et permet plus d'actions. Depuis, Microsoft Windows Update a été ajouté aux Paramètres de Windows 8 et 10. Le logiciel a changé plusieurs fois de logo. Dans Windows Vista, Microsoft Update n'était pas installé par défaut, et l'utilisateur pouvait l'installer à partir d'un site web. Pour rechercher les mises à jour pour le 2007 Microsoft Office System, on devait passer par Microsoft Office Update sur Microsoft Office Online.

## Utilitaire de notification de mise à jour critique
L'utilitaire de notification de mise à jour critique (initialement Outil de notification de mise à jour critique) est un processus d'arrière-plan qui vérifie régulièrement le site Web de Microsoft Windows Update pour les nouvelles mises à jour qui ont été marquées comme «critiques». Il est sorti peu de temps après Microsoft Windows 98.
Par défaut, cette vérification se produit toutes les cinq minutes, plus au démarrage d'Internet Explorer ; cependant, l'utilisateur peut configurer le prochain contrôle pour qu'il ne se produise qu'à certains moments de la journée ou à certains jours de la semaine. L'outil interroge le serveur Microsoft pour un fichier appelé «cucif.cab», qui contenait une liste de toutes les mises à jour critiques publiées pour le système d'exploitation. L'outil compare ensuite cette liste avec la liste des mises à jour installées sur sa machine et affiche une notification de disponibilité des mises à jour si de nouveaux correctifs sont disponibles. Une fois la vérification exécutée, toute planification personnalisée définie par l'utilisateur est rétablie par défaut. Microsoft a déclaré que cela garantit que les utilisateurs reçoivent une notification des mises à jour critiques en temps opportun.
Une analyse effectuée par le chercheur en sécurité H. D. Moore au début de 1999 a critiqué cette approche, la décrivant comme "horriblement inefficace" et susceptible aux attaques. Dans une publication sur Bugtraq, il a expliqué que «chaque ordinateur Windows 98 qui souhaite obtenir une mise à jour doit compter sur un hôte unique pour la sécurité. Si ce serveur est compromis un jour, ou si un attaquant craque le [Microsoft] Serveur DNS encore, il pourrait y avoir des millions d'utilisateurs installant des chevaux de Troie toutes les heures. La portée de cette attaque est suffisamment grande pour attirer des pirates qui savent réellement ce qu'ils font... "
Microsoft a continué à promouvoir l'outil jusqu'en 1999 et au premier semestre 2000. Les premières versions de Windows 2000 ont été livrées avec l'outil. L'outil ne prenait pas en charge Windows 95 et Windows NT 4.0
Un simple passage par le site Web Windows Update permettaient de l'installer sur le système.

## Mises à jour automatiques
Le service Mises à jour automatiques (Automatic updates en anglais), introduit par Windows Millennium , est un service permettant d'installer les mises à jour pour Windows sans avoir à utiliser manuellement Microsoft Windows Update. Lors de l'installation et la configuration de Windows, un pop-up (sous forme de bulle, dans la zone de notifications) apparaissait, demandant si, oui ou non, l'utilisateur voulait configurer les mises à jour automatiques. Quatre options s'offraient à l'utilisateur :
- Installation automatique (Recommandé)
- Télécharger automatiquement les mises à jour et avertir lorsqu'elles sont prêtes à être installées
- Avertir en cas de nouvelles mises à jour, mais sans les télécharger
- Désactiver les mises à jour automatiques

Lors de l'installation automatique, Windows vérifie tous les jours à la même heure les serveurs de Windows Update, et, si une ou plusieurs mises à jour sont disponibles, il la (ou les) télécharge et l'(ou les) installe.
L'option Télécharger automatiquement les mises à jour et avertir lorsqu'elles sont prêtes à être installées télécharge automatiquement les mises à jour depuis les serveurs de Windows Update, mais affiche une bulle pour avertir l'utilisateur de la présence de nouvelles mises à jour pour son ordinateur.
L'option Avertir en cas de nouvelles mises à jour, mais sans les télécharger indique à l'utilisateur que de nouvelles mises à jour sont disponibles, et qu'il peut les télécharger et les installer s'il veut. Les mises à jour ne sont pas téléchargées automatiquement.
La désactivation des mises à jour automatiques signifie que l'utilisateur ne veut pas télécharger les mises à jour pour son ordinateur.
Sur Windows XP apparaît le Service de Transfert Intelligent en Arrière-plan (Background Intelligent Transfer Service (BITS) en anglais), permettant de transférer des fichiers en arrière-plan sans intervention de l'utilisateur. Le client de Mises à jour automatiques a été modifié pour pouvoir utiliser ce service. Pour l'utilisation de Microsoft Windows Update v6, il est nécessaire d'avoir ce service activé.
Sur Windows 10, dans les premières versions, les mises à jour ne pouvaient avoir lieu qu'en automatique, et il n'était pas possible de les désactiver sauf en effectuant des modifications avancées, notamment via la désactivation du service (sur les éditions familiales de l'OS). Depuis l'arrivée de la mise à jour de mai 2019, il est possible de suspendre les mises à jour automatiques pendant 7 jours ou plus.

## Windows Update Agent
L'Agent Microsoft Windows Update (ou Windows Update Agent en anglais) est un programme utilisé par les sites Web Microsoft Windows Update et Microsoft Update pour télécharger et installer les mises à jour pour l'ordinateur Windows qui utilise l'un de ces deux services.
Dans Microsoft Windows Update, lorsque l'on clique sur Installer les mises à jour, l'Agent Windows Update s'exécute et afficher les différentes mises à jour en train d'être téléchargées et/ou installées. Cet agent n'est pas inclus par défaut dans Windows 2000/XP et doit se télécharger manuellement.
Deux versions de cet Agent Windows Update existent : la version 3.0 et la version 7.6.
Sans ce programme, Microsoft Windows Update ne fonctionne pas, puisqu'il ne peut pas télécharger et installer les mises à jour. Cet agent ne se met pas à jour tout seul. Il doit être installé et mis à jour manuellement.

## Évolutions de Windows Update à travers le temps
Windows Update étant sorti avec Windows 98, il fallait bien trouver une interface compatible avec l'ensemble des versions d'Internet Explorer existantes jusqu'alors. C'est ainsi qu'apparaît Windows Update V3.1 (site Web). Ce site Web était compatible avec Windows 9x et 2000. Toutes les fonctionnalités de base étaient alors présentes, et, pour installer le peu de mises à jour publiées à l'époque, ces dernières étaient suffisantes. La détection des mises à jour se faisait avec un contrôle ActiveX et il a été arrêté en 2011.
Avec Windows XP (sorti en 2001), apparaît Windows Update V4, qui adopte une interface plus colorée avec le logo Windows Update version XP en haut, et une interface graphique totalement différente. Le Catalogue Windows Update naît, et permet une importante avancée avec la possibilité de rechercher des pilotes (Drivers). Windows Update V4 était compatible de Windows 98 à Windows XP et a aussi arrêté en 2011.
Windows Update V4 a évolué encore une fois vers Windows Update V5, qui a pris la tournure graphique du site de Microsoft en 2005, avec les mêmes options que dans Windows Update V4, mais avec une interface graphique reliftée et une meilleure accessibilité. La compatibilité était pour Windows 2000 (Service Pack 3 et plus récent) et Windows XP. La base graphique a servi pour Windows Update V6. Avec Windows Update V5 apparaît aussi les deux types de recherches : Rapide et Personnalisé. La version 5 a été arrêtée en 2006, avec l'apparition de Windows Update V6 et Microsoft Update. 
Le dernier site Web Windows Update voit le jour en 2005 sous le numéro de version 6, avec la même interface graphique que la version 5, mais sans le menu de gauche de style Windows Update V4/V5. Ce site Web a été conservé actif officiellement jusqu'à l'arrêt de support de Windows Embedded POSReady 2009, et devenu - quasi - inaccessible après. Windows Update V6 adopte aussi Windows Genuine Advantage, qui vérifie que la version de Windows de l'utilisateur n'est pas une version piratée. Une fois ce contrôle passé, Windows Update redevenait accessible. 
À partir de la sortie de Windows Vista, le site Web intègre une nouvelle page d'accueil (vista default.aspx), qui permet aux utilisateurs de Windows Vista d'installer Microsoft Update sur leur système. 
Même chose pour Windows 7, avec l'intégration obligatoire de Microsoft Update à partir du Service Pack 1. 
La fonctionnalité "Site Web" disparaît définitivement avec Windows 8.

## Avant que n'existe Windows Update
Avant que le site Web n'apparaisse, les mises à jour des systèmes d'exploitation de Microsoft Corporation (extrêmement peu ont été publiées avant) devaient être téléchargées depuis le Centre de téléchargement Microsoft ou par des CD-ROM qui contenaient lesdites mises à jour de Windows, ou même des disquettes pour Windows 3.1 et antérieur.